# Gonathagala, Nanjangud
Gonathagala là một làng thuộc tehsil Nanjangud, huyện Mysore, bang Karnataka, Ấn Độ.